# Esmail Qaani
Esmail Qaani (in persiano اسماعیل قاآنی‎, Esmāʿīl Qāʾānī; Mashhad, 8 agosto 1957) è un generale iraniano.
Dal 3 gennaio 2020 è il comandante della Forza Quds, forza speciale del Corpo delle Guardie della rivoluzione islamica responsabile delle operazioni al di fuori del Paese.

## Biografia
Entrato a far parte dei Pasdaran nel 1982, nel corso della guerra tra Iran e Iraq, Qaani guidò la 5ª divisione "Naṣr" e la 21ª Brigata corazzata "Emām Reżā". Rimase ferito durante il conflitto senza riportare però gravi complicazioni. Negli anni successivi è stato attivo anche come agente repressivo, ebbe un ruolo nel caso delle sommosse contadine del 1992 a Mashhad. Qaani è stato nominato vicecomandante della Forza Quds nel 1997 dall'allora comandante in capo dei Guardiani della rivoluzione Rahim Safavi, secondo solo a Qasem Soleimani che ne fu nominato comandante.
Secondo diverse agenzie tra le operazioni più note da egli condotte vi sarebbero alcune legate al sostegno delle varie milizie sostenute dall'Iran in tutto il Vicino Oriente. Qaani sarebbe infatti responsabile del traffico di armi e finanziamenti riconducibili a gruppi armati in Afghanistan, Libano e Yemen. Tra il 2009 e 2012 come vice di Soleimani ha svolto un ruolo importante negli accordi diplomatici iraniani prendendo parte a diversi viaggi tra Venezuela, Bolivia, Brasile, Gambia e Senegal, così come Iraq e Siria.
L'ayatollah Khamenei, guida suprema dell'Iran, ha nominato Qaani quale comandante della Forza Quds il 3 gennaio 2020, qualche ora dopo che il generale Qasem Soleimani venne ucciso in un attacco aereo con drone all'aeroporto internazionale di Baghdad su ordine del Presidente degli Stati Uniti Donald Trump.